# Aires protégées du Botswana
Les aires protégées du Botswana occupent plus de 17 % du pays, au travers de parc nationaux et de réserves de chasse. 
Ces deux types d'aires protégées sont gérés par le Department of Wildlife and National Parks (DWNP) (en français : Département de la nature et des parcs nationaux). 
A côté de ces catégories, le Delta de l'Okavango est un site naturel classé au patrimoine mondial.

## Parcs nationaux
- Parc national de Chobe
- Parc transfrontalier de Kgalagadi
- Parc national de Makgadikgadi
- Parc national de Nxai Pan
- Parc national de Mapungubwe, formant l'Aire protégée transfrontalière du grand Mapungubwe (en), à la frontière avec l'Afrique du Sud et le Zimbabwe .

## Réserve de chasse (Game Reserve)
- Réserve de chasse du Kalahari central
- Réserve de chasse du Khutse
- Marais de Linyanti
- Réserve de chasse du Mashatu
- Réserve de chasse du Moremi
- Savuti Channel et Savute Marsh
- Réserve naturelle du Mokolodi, réserve de chasse privée

## Sites Ramsar
La convention de Ramsar est entrée en vigueur au Botswana le 9 avril 1997.
En janvier 2020, le pays compte un site Ramsar, couvrant une superficie de 55 374 km2.